# Mikkel Duelund
Mikkel Duelund, né le 29 juin 1997 à Aarhus au Danemark, est un footballeur danois qui évolue au poste d'ailier gauche au Vejle BK.

## Biographie

### En club
Né en 1997 à Aarhus au Danemark, Mikkel Duelund commence le football au Virup IF, petit club situé au nord de sa ville natale. Il joue ensuite pour différents clubs locaux tels que le Vejlby Risskov Idrætsklub (abrégé VRI) et Hjortshøj Egå Idrætsforening (abrégé HEI), ainsi qu'à l'IK Skovbakken pendant trois ans avant d'intégrer le centre de formation du principal club de la ville, l'AGF Aarhus, qu'il rejoint en 2008. Duelund poursuit ensuite sa formation au FC Midtjylland à partir de 2011. En 2013, il effectue un essai au PSV Eindhoven mais n'est finalement pas retenu. Considéré comme un espoir du football danois, il est sélectionné par The Guardian dans sa liste Next Generation 2014, une sélection de 40 espoirs du football mondial.
Il fait ses débuts professionnels en mars 2015, à l'âge de 17 ans, en remplaçant Petter Andersson lors d'un match face à Hobro IK. Il joue six autres matchs durant cette fin de saison 2014-2015, dont deux comme titulaire, et obtient avec son équipe le premier titre de champion du Danemark de l'histoire du club.
La saison suivante, Mikkel Duelund s'impose comme titulaire au milieu de terrain du FCM. Il inscrit son premier but avec les professionnels lors du deuxième tour de la Ligue des champions lors d'un match contre le club gibraltarien du Lincoln Red Imps FC.
Le 31 août 2018, Mikkel Duelund est recruté par le Dynamo Kiev.
Le 22 juin 2021, Mikkel Duelund est prêté par le Dynamo au NEC Nimègue pour une saison. Il inscrit son premier but pour Nimègue le 27 février 2022, lors d'une rencontre de championnat face au Vitesse Arnhem. Son équipe s'incline toutefois lourdement par quatre buts à un ce jour-là.
Le 5 août 2022, le prêt de Mikkel Duelund au NEC Nimègue est prolongé d'une saison,.
Le 29 janvier 2023, NEC et Duelund résilient le contrat de prêt.
Après avoir résilié avec le NEC Nimègue, Duelund est de nouveau prêté en janvier 2023, cette fois à l'AGF Aarhus jusqu'à la fin de la saison.
Duelund marque son premier but pour l'AGF le 30 mai 2023, lors d'une rencontre de championnat face au Randers FC. Titulaire, il ouvre le score et son équipe l'emporte par trois buts à un.
Le 4 juin 2023, l'AGF annonce que le prêt de Duelund est prolongé d'une saison supplémentaire, soit jusqu'à l'été 2024,.
Après une saison 2024-2025 où il a peu joué, en partie en raison de blessures, Mikkel Duelund quitte l'AGF à l'issue de son contrat à l'été 2025. Le Vejle BK annonce son recrutement le 17 juin 2025 et le joueur signe un contrat de deux ans avec son nouveau club, soit jusqu'en juin 2027.

### En équipe nationale
Avec les moins de 19 ans, il est l'auteur d'un doublé contre Malte, lors des éliminatoires du championnat d'Europe des moins de 19 ans 2016.
Avec les espoirs, il participe au championnat d'Europe espoirs en 2017. Lors de cette compétition, il joue deux matchs, contre l'Italie et l'Allemagne, avec pour résultats deux défaites.

## Palmarès
Mikkel Duelund remporte le titre de champion du Danemark avec le FC Midtjylland lors de la saison 2014-2015 puis à nouveau lors de la saison 2017-2018.

## Statistiques
| Saison                | Club                  | Championnat           | Championnat | Championnat | Coupe(s) nationale(s) | Coupe(s) nationale(s) | Compétition(s) continentale(s) | Compétition(s) continentale(s) | Compétition(s) continentale(s) | Total | Total |
| Saison                | Club                  | Division              | M.          | B.          | M.                    | B.                    | Comp.                          | M.                             | B.                             | M.    | B.    |
| 2014-2015             | FC Midtjylland        | D1                    | 7           | 0           | 2                     | 0                     | -                              | -                              | -                              | 9     | 0     |
| 2015-2016             | FC Midtjylland        | D1                    | 22          | 5           | 1                     | 1                     | C1+C3                          | 1+1                            | 1+0                            | 25    | 7     |
| 2016-2017             | FC Midtjylland        | D1                    | 32          | 8           | 4                     | 2                     | C3                             | 7                              | 0                              | 43    | 10    |
| 2017-2018             | FC Midtjylland        | D1                    | 28          | 8           | 4                     | 1                     | C3                             | 3                              | 0                              | 35    | 9     |
| 2018-2019             | FC Midtjylland        | D1                    | 5           | 0           | 1                     | 0                     | C1+C3                          | 1+1                            | 0+0                            | 8     | 0     |
| Sous-total            | Sous-total            | Sous-total            | 94          | 21          | 12                    | 4                     | -                              | 14                             | 1                              | 120   | 26    |
| 2018-2019             | Dynamo Kiev           | D1                    | 9           | 1           | 1                     | 0                     | C3                             | 3                              | 0                              | 13    | 1     |
| 2019-2020             | Dynamo Kiev           | D1                    | 8           | 0           | 1                     | 2                     | -                              | -                              | -                              | 9     | 2     |
| 2020-2021             | Dynamo Kiev           | D1                    | 4           | 0           | -                     | -                     | -                              | -                              | -                              | 4     | 0     |
| Sous-total            | Sous-total            | Sous-total            | 21          | 1           | 2                     | 2                     | -                              | 3                              | 0                              | 26    | 3     |
| Total sur la carrière | Total sur la carrière | Total sur la carrière | 115         | 22          | 14                    | 6                     | -                              | 17                             | 1                              | 146   | 29    |